# Israël op het Eurovisiesongfestival 2006
Israël nam deel aan het Eurovisiesongfestival 2006 in Athene, Griekenland. Het was de 30ste deelname van het land op het Eurovisiesongfestival. De Israëlische kandidaat werd gezocht via Kdam Eurovision. IBA was verantwoordelijk voor de Israëlische bijdrage voor de editie van 2006.

## Kdam Eurovision 2006
Kdam 2006 vond plaats op 15 maart 2006. De winnaar werd als volgt gekozen: televoting (50%), 4 regionale jury's: Jeruzalem, Tel-Aviv, Haifa en Be'er Sheva (elk 10%) en het aanwezige publiek (10%). Eddie Butlers lied Ze Hazman won met 99 punten. Het lied was geschreven door Eddie Butler, Osnat Zabag & Galit Burg, voor het songfestival werd er meer Engels aan het lied toegevoegd.

### Nationale finale
| №  | Artiest                                     | Lied                   | Punten | Plaats |
| -- | ------------------------------------------- | ---------------------- | ------ | ------ |
| 1  | Shlomo Gronich, Lubna Salame & Michal Adler | "Ima Adama"            | 40     | 6th    |
| 2  | Aviva & Maya Avidan                         | "Yalda Sheli"          | 30     | 8th    |
| 3  | Avi Peretz                                  | "Bo'u Nirkod"          | 19     | 11th   |
| 4  | GameBoys                                    | "Kama Ahava"           | 78     | 3rd    |
| 5  | Stalos and Oren Chen                        | "Chalomot Mizrachiyim" | 29     | 9th    |
| 6  | Guy Harari                                  | "Tnu La'ahava"         | 28     | 10th   |
| 7  | Eddie Butler                                | "Ze Hazman"            | 99     | 1st    |
| 8  | Tzipi Mash'hid                              | "Tzipor Stav"          | 38     | 7th    |
| 9  | Svika Pick                                  | "Lifney She Nifradim"  | 71     | 4th    |
| 10 | Michael Kirkilan                            | "Nishbar"              | 68     | 5th    |
| 11 | Diamondz                                    | "Ata Hakochav"         | 80     | 2nd    |

## In Athene
In de finale trad Israël als derde van 24 landen aan in de finale, na Moldavië en voor Letland. Het land behaalde een 23ste plaats, met 4 punten.
België en Nederland hadden geen punten over voor deze inzending.

### Gekregen punten

#### Finale
| 12 punten | 10 punten   | 8 punten | 7 punten | 6 punten |
| --------- | ----------- | -------- | -------- | -------- |
|           |             |          |          |          |
| 5 punten  | 4 punten    | 3 punten | 2 punten | 1 punt   |
|           | - Frankrijk |          |          |          |

### Punten gegeven door Israël

#### Halve Finale
Punten gegeven in de halve finale:
| 12 punten | Rusland               |
| 10 punten | Armenië               |
| 8 punten  | Oekraïne              |
| 7 punten  | Finland               |
| 6 punten  | Zweden                |
| 5 punten  | Ierland               |
| 4 punten  | Slovenië              |
| 3 punten  | Turkije               |
| 2 punten  | Polen                 |
| 1 punt    | Bosnië en Herzegovina |

#### Finale
Punten gegeven in de finale:
| 12 punten | Rusland               |
| 10 punten | Roemenië              |
| 8 punten  | Armenië               |
| 7 punten  | Finland               |
| 6 punten  | Oekraïne              |
| 5 punten  | Zweden                |
| 4 punten  | Zwitserland           |
| 3 punten  | Litouwen              |
| 2 punten  | Bosnië en Herzegovina |
| 1 punt    | Turkije               |

1973 · 1974 · 1975 · 1976 · 1977 · 1978 · 1979 · 1980 · 1981 · 1982 · 1983 · 1984 · 1985 · 1986 · 1987 · 1988 · 1989 · 1990 · 1991 · 1992 · 1993 · 1994 · 1995 · 1996-1997 · 1998 · 1999 · 2000 · 2001 · 2002 · 2003 · 2004 · 2005 · 2006 · 2007 · 2008 · 2009 · 2010 · 2011 · 2012 · 2013 · 2014 · 2015 · 2016 · 2017 · 2018 · 2019 · 2020 · 2021 · 2022 · 2023 · 2024 · 2025